# Patriks Gailums
Patriks Gailums (Riga, 10 maggio 1998) è un giavellottista lettone.

## Palmarès
| Anno | Manifestazione  | Sede      | Evento                       | Risultato | Prestazione | Note                                     |
| ---- | --------------- | --------- | ---------------------------- | --------- | ----------- | ---------------------------------------- |
| 2015 | Mondiali U18    | Cali      | Lancio del giavellotto 700 g | 11º       | 66,75 m     |                                          |
| 2016 | Mondiali U20    | Bydgoszcz | Lancio del giavellotto       | 11º       | 66,84 m     |                                          |
| 2017 | Europei U20     | Grosseto  | Lancio del giavellotto       | 4º        | 73,43 m     |                                          |
| 2018 | Europei         | Berlino   | Lancio del giavellotto       | 14º (q)   | 78,10 m     | Miglior prestazione personale stagionale |
| 2019 | Europei U23     | Gävle     | Lancio del giavellotto       | 4º        | 79,81 m     |                                          |
| 2022 | Mondiali        | Eugene    | Lancio del giavellotto       | 13º (q)   | 79,66 m     |                                          |
| 2022 | Europei         | Monaco    | Lancio del giavellotto       | 6º        | 78,82 m     |                                          |
| 2023 | Mondiali        | Budapest  | Lancio del giavellotto       | 21º (q)   | 77,43 m     |                                          |
| 2024 | Europei         | Roma      | Lancio del giavellotto       | 7º        | 82,28 m     |                                          |
| 2024 | Giochi olimpici | Parigi    | Lancio del giavellotto       | 25º (q)   | 77,26 m     |                                          |

## Altre competizioni internazionali
2013
- Bronzo al Festival olimpico della gioventù europea ( Utrecht), lancio del giavellotto 700 g - 65,73 m

2016
- 11º in Coppa Europa invernale di lanci ( Arad), lancio del giavellotto - 67,46 m

2022
- Argento in Coppa Europa di lanci ( Leiria), lancio del giavellotto - 79,49 m